# Centrum, Umeå

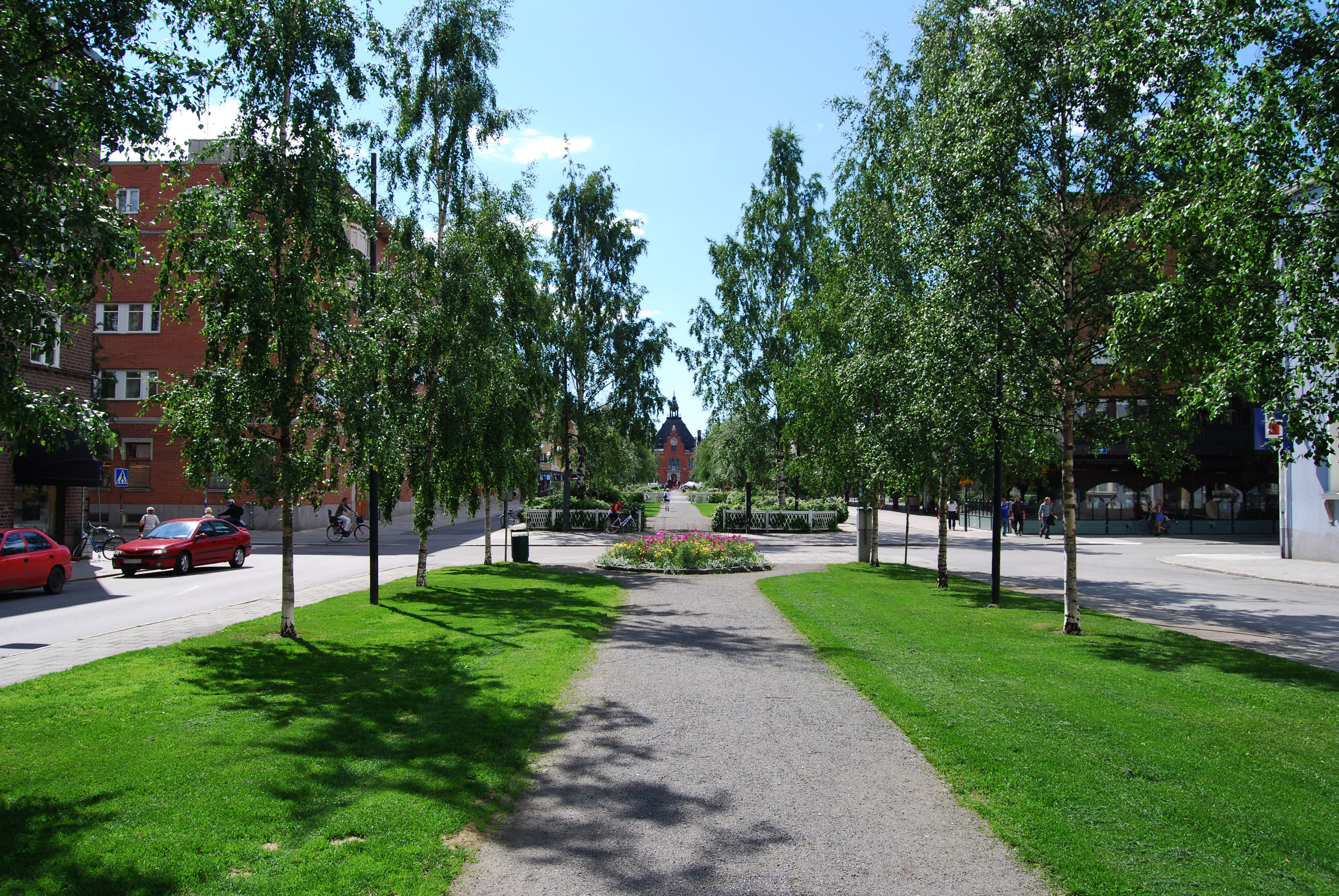
Rådhusesplanaden.

Centrum (ibland även City) är en stadsdel i Umeå, som omfattar ett fyrtiotal kvarter som begränsas av järnvägen i norr, Östra Kyrkogatan i öster, Umeälven i söder, samt Västra Esplanaden (till 2012 en del av E4/E12) i väster. Detta område kallas också centrumfyrkanten.
Bebyggelsen utgörs av tät stadsbebyggelse i mestadels 3-7 våningar och hyser framförallt butiker och kontor, men också en hel del bostäder. Ett antal hotell finns också här.
Det som traditionellt räknas som stadens mitt är rådhuset, som från början innehöll såväl stadsfullmäktige som tingsrätt, men som numera mest är känt för att hysa en restaurangrörelse. Från rådhuset löper den björkkantade paradgatan Rådhusesplanaden upp till järnvägsstationen (Umeå centralstation). Rådhuset omges av Rådhustorget och Rådhusparken, vid vilken kulturhuset Väven och stadsbiblioteket återfinns. Kungsgatan är omgjord till gågata några kvarter öster och väster om rådhuset, och tillsammans med Rådhusesplanaden utgör dessa kvarter centrum för Umeås affärsliv. I stadsdelens sydöstra utkant finns Umeå stads kyrka, norr om den Vänortsparken och Mimerskolan. Ett kvarter från rådhuset ligger busstorget Vasaplan, som utgör ett omfattande nav för lokalbussarna. Vid torget ligger Umeå Folkets hus. I stadsdelens nordvästra hörn, mittemot järnvägsstationen, finns Umeå busstation dit man kommer om man färdas till Umeå med långfärdsbuss.
Större delen av Umeås nöjesliv är också koncentrerat till stadsdelen. En stor del av stadens pubar och nattklubbar finns här, och framförallt har Renmarkstorget, ett kvarter väster om rådhuset, börjat ses som ett nav för nöjeslivet, eftersom ett flertal nöjesställen finns vid eller helt nära torget. Likaså finns inom stadsdelen Umeås största biograf, Filmstaden, med nio salonger. Längst norrut i stadsdelen ligger Norrlandsoperan.